# Henrik Ibsen
Henrik Johan Ibsen (20. března 1828 Skien – 23. května 1906 Oslo) byl norský dramatik a básník. Je považován za zakladatele realistického dramatu. Ibsen je rovněž vnímán jako nejvýznamnější norský spisovatel a dodnes zůstává jedním z nejhranějších světových dramatiků. Vzhledem k univerzálnosti témat a psychologickému prokreslení konfliktů jsou jeho dramata i dnes stále aktuální.

## Život a dílo Henrika Ibsena

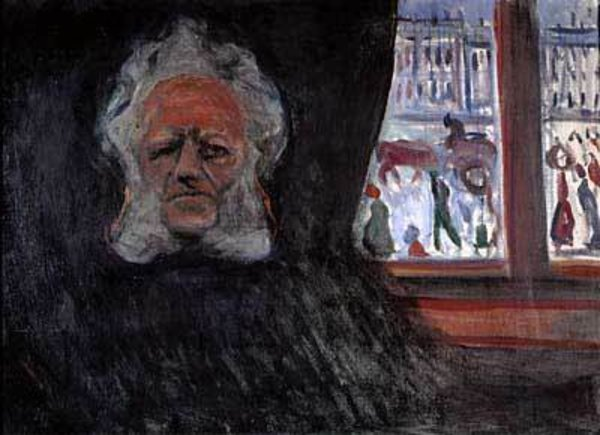
Henrik Ibsen v Grand Café, Edvard Munch

### Ibsenovo dětství
Ibsenova matka, Marichen Altenburg Ibsen, byla malířka a milovnice divadla. Právě ona povzbuzovala Ibsena v jeho prvních uměleckých počinech. Otec Knud Ibsen pocházel ze starého zámožného rejdařského rodu. Byl úspěšným podnikatelem a ve Skienu si založil vlastní podnik. Knud a Marichen měli kromě Henrika ještě další čtyři děti.
Riskantní spekulace Knuda Ibsena zapříčinily, že v roce 1835 zbankrotoval a byl nucen prodat značnou část rodinného majetku. Po těchto nešťastných událostech se celá rodina přestěhovala na venkovskou usedlost Venstøp, která se nacházela nedaleko Skienu. Právě podkroví tohoto domu se později stalo inspirací pro napsání hry Divoká kachna (1884). Nesnadná životní situace ovlivnila Ibsenovo dospívání i vzájemné vztahy v rodině. Kvůli nedostatku financí si Henrik nemohl dovolit chodit do městské školy, kterou navštěvovaly děti z lépe situovaných rodin, a své studium ukončil v roce 1843, ve svých patnácti letech.

### Mládí a počátek dramatické tvorby
Ibsen následně odjel na svou první cestu do Grimstadu (město vzdálené přes 100 kilometrů od Skienu), kde pracoval jako pomocník v lékárně Jense A. Reimanna. Navzdory tvrdé práci v lékárně se Henrik věnoval také psaní a samostudiu. Vznikla zde jeho prvotina – drama Catilina. V Grimstadu se mladý Ibsen zapletl se služkou, která posléze porodila syna. Patnáct let platil synovi výživné, ale k jeho existenci se nikdy oficiálně nepřiznal.
V roce 1850 odešel Ibsen do Kristiánie (název norského hlavního města; do 1877 Christiania, pak Kristiania, od 1924 Oslo), kde chtěl pokračovat ve studiu na univerzitě. Nesložil však maturitní zkoušku, která je potřebnou podmínkou pro vstup na univerzitu. V tomto roce Ibsen publikuje již dříve napsanou historickou tragédii Catilina (1850).
Mladý Ibsen se v Kristianii zapojil do mnoha politicky radikálních aktivit. Mimo psaní básní a divadelních her sice přispíval do radikálního časopisu Manden, později přejmenovaného na Andhrimmer, a podporoval (bez stabilního příjmu) socialisticko-dělnické hnutí Marcuse Thraneho.
V roce 1851 založil norský houslista a mecenáš Ole Bull v Bergenu Norské divadlo (Det Norske Theater) jako alternativu k dánskému divadlu Chistiania Theater v hlavním městě. Ole Bull si všiml talentu začínajícího dramatika a nabídnul mu práci uměleckého šéfa v prvním norském divadle vůbec. Henrik Ibsen na této pozici setrval do roku 1857. Od divadla dostal stipendium, díky kterému mohl vycestovat do zahraničí a seznámit se s inscenační praxí zahraničních divadel. V roce 1852 navštívil divadla v Kodani a Drážďanech, kde se seznámil se současným skandinávským a německým repertoárem a dobovou divadelní praxí.
Během působení v bergenském divadle psal Ibsen v duchu národního romantismu. V tomto období byly pro jeho tvorbu příznačné historická dramata (např. Paní Inger na Østrotě,1853) nebo hry s folklórními prvky využívající lidových písní-balad nebo pohádkových či mytologických motivů. Příkladem jsou hry jako Slavnost na Solhaugu (1856) nebo Olaf Liljekrans (1857).
V letech 1857-1864 žil Ibsen opět v Kristianii, kde získal místo režiséra a uměleckého šéfa nově vznikajícího divadla Kristiania Norske Theater, které se orientovalo na repertoár v norštině. Dva roky po návratu do Kristiánie se oženil s dobře situovanou dívkou Suzannah Thoresenovou a v témže roce se mu narodil jediný manželský potomek, syn Sigurd.
První dramatické dílo Henrika Ibsena, které se dodnes inscenuje i mimo území Norska, jsou Nápadníci trůnu (1863). Hra využívá námět ze středověku a je inspirována staroislandskými ságami a Shakespearem. Toto dílo je považováno za Ibsenovu historickou hru nového typu, protože do popředí se dostává psychologie postav, nikoli historický námět. Znamenala také průlom v Ibsenově práci s jazykem, který je hovorový a moderní, stejně jako v jeho pozdějších realistických hrách.

### Dramatická tvorba v dobrovolném exilu
Jako zastánce myšlenky skandinavismu se Ibsen nemohl smířit s úlohou Norů v dánsko-pruské válce o Šlesvik a Holštýn v roce 1864. Švédové ani Norové nepřišli Dánům na pomoc proti prusko-rakouské invazi. Ibsen byl politickým vývojem velmi zklamán. V té době získal prostředky na rozsáhlou zahraniční cestu (za pomoci vlivných přátel a stipendia). Odjel do ciziny, kde zůstal až do roku 1891, kdy se natrvalo vrátil do Norska. Mezi lety 1864 a 1891 pobýval v Berlíně, Římě, Drážďanech a Mnichově, letní měsíce trávil na italském venkově a posléze v Tyrolích.
V období svého dobrovolného exilu Ibsen vytvořil většinu svých nejznámějších dramatických děl. V Římě napsal hry: Brand (1866) a Peer Gynt (1867). V období doznívajícího norského národního romantismu satirizoval dramatik ve svých hrách myšlenku uctívání velké minulosti národa. Brand stejně jako Peer Gynt jsou veršované hry, které vycházejí z romantické estetiky, nicméně svým obsahem jsou antiromantické. V příběhu Branda, fanatického kněze, který je kvůli své víře schopen podstoupit jakoukoli oběť, se setkáváme s existenciálním tématem. Hra Peer Gynt zobrazující neobyčejný příběh mladého Peera, nezodpovědného lháře, který se umí z každé situace vymluvit, využívá folklórních motivů, ale především se vysmívá glorifikaci norského národa a jeho minulosti.
Peer Gynt je Ibsenova poslední veršovaná hra. V roce 1868 se přestěhoval do Německa, kde započala jeho kariéra světově uznávaného dramatika. V tomto období vydal svou jedinou básnickou sbírku Básně (1871), ve které se nalézá epická romantizující básnická skladba Terje Vigen pocházející již z roku 1861. Poslední historická hra Henrika Ibsena s názvem Císař a Galilejský, která tvoří volnou trilogii se hrou Brand a Peer Gynt, vyšla v roce 1873; pojednává o konfliktu pohanství a křesťanství během vlády římského císaře Juliána Apostaty.

#### Nejvýznamnější díla
Od druhé poloviny 70. let 19. století do své smrti psal Henrik Ibsen své hry výlučně v próze. Jsou označovány jako realistické hry ze současnosti, a Ibsen v nich rozvíjel analytickou (retrospektivní) techniku. Minulost hry již nebyla odhalována pomocí různých pomocných prvků, jako například posluchač za dveřmi. Ibsen odkrývá minulost přirozeně a postupně prostřednictvím dialogu postav. To, co divák vidí na jevišti, jsou jen následky událostí, které se odehrály v minulosti postav.
Realističnosti Ibsenových her napomáhá také jejich dramatická soustředěnost. Děj se často odehrává v jedné místnosti, během několika hodin nebo dní. V hrách figuruje pět až osm postav, mezi nimiž se často nenachází žádná vedlejší postava (kromě služebnictva).
Henrik Ibsen psal o lidech ze střední třídy, kteří mluví moderním, srozumitelným jazykem. Jejich tragické konflikty jsou obyčejné a všelidské. Právě proto je Ibsenova dramatika nadčasová. Ibsenovy postavy jsou vykresleny jako jednotlivci, kteří mají právo žít život podle svého osobního přesvědčení navzdory překážkám. Musí však v sobě nalézt odvahu vzepřít se společenským konvencím. Pokud tak neučiní, selžou.
Ibsen ve své dramatické tvorbě otevřel také otázku společenského postavení žen. Právě proto lze v jeho hrách nalézt několik silných ženských postav, které se svým chováním vymykají společenským normám dané doby (Nora Helmerová, Rebeka Westová, Hedda Gablerová, Elida Wangelová). Jeho progresivní názory vzbuzovaly ve své době kontroverze a pohoršovaly tehdejší společnost.
Realistické hry Henrika Ibsena lze rozdělit do tří skupin. První skupinu tvoří společensko-kritická díla, jejichž tvorba vrcholila kolem roku 1880. Dramatik se v nich věnoval tématu člověka ve společnosti, který se snaží odhalit společenské lži a najít pravdu. Do této skupiny se řadí hry jako Domeček pro panenky (1879), Přízraky (1881) či Nepřítel lidu (1882).
Do druhé vlny Ibsenovy dramatické tvorby se řadí hry, které vznikly začátkem 80. let 19. století. V nich Ibsen klade více než na společenskou kritiku důraz na psychologii jednotlivce. Jeho díla z tohoto období jsou značně symbolická. Patří sem například Divoká kachna (1884), Rosmersholm (1886) a později i Heda Gablerová (1890).

### Návrat do Norska a poslední roky života
V roce 1891 se Henrik Ibsen natrvalo vrátil do Norska. Šedesátiletý dramatik v Kristianii sledoval uvádění svých her na evropských scénách a radil režisérům v otázkách škrtání textu, podoby scénografie či hereckého obsazení. Aktivně také komunikoval s překladateli svých děl a udílel rady mladým dramatikům.
V tomto období Ibsen napsal své poslední čtyři hry, které se řadí do třetí skupiny jeho tvorby. Hry jsou symbolického charakteru. Jejich ústřední konflikt spočívá v otázce, zda je správné obětovat lidské štěstí (přesněji řečeno lásku) svému poslání. Do těchto her se promítají Ibsenovy platonické vztahy s mladými ženami, především s Vídeňankou Emilií Bardachovou, kterou poznal během svého posledního pobytu v Tyrolích v roce 1889, a s norskou pianistkou Hildur Andersenovou, s níž udržoval pravidelnou korespondenci.
Charaktery některých postav jeho posledních her jsou také ovlivněny filozofickým hnutím nietzschovsko-brandovského radikalismu, které bylo v té době ve Skandinávii populární. Ibsen se rovněž zajímá o témata mravní zodpovědnosti či iracionality lidské psyché. Nejznámějšími jsou hry Stavitel Solness (1892) a Eyolfek (1894).
Ibsen své celoživotní dílo zakončil napsáním hry Když my mrtví procitneme (1899). Označil ji za svůj „dramatický epilog“. Krátce po jejím vydání utrpěl první ze série mozkových příhod. Ve vážném zdravotním stavu žil ještě několik let. Zemřel 23. května 1906.
Ibsenovy moderní realistické tragédie znamenaly zásadní přínos dramatické tvorbě na přelomu 19. a 20. století a ovlivnily celé generace významných dramatiků jako například Augusta Strindberga, Gerharta Hauptmanna, G.B. Shawa, Tennessee Williamse, Eugena O'Neilla a Arthura Millera.

## Seznam tvorby

### Drama
Dramata Henrika Ibsena v pořadí, v jakém byla napsána:
- Catilina (1850, Catilina)
- Kjæmpehøien (1850, Mohyla)

V roce 1851 byl Ibsen jmenován dramaturgem a režisérem nově vzniklého Norského divadla v Bergenu (Det norske Theater). Po dobu působení v tomto divadle napsal sedm her:
- Norma eller En Politikers Kjærlighed (1851, Norma čili láska politikova)
- Sancthansnatten (1852, Svatojánská noc)
- Fru Inger til Østråd (1855, (Paní Inger na Östrotě)
- Gildet på Solhaug (1856, Slavnost na Solhaugu)
- Olaf Liljekrans (1857, Olaf Liljekrans)
- Hærmændene på Helgeland (1858, Válečníci na Helgelandu)
- Kjærlighedens komedie (1862, Komedie lásky)

- Kongs-emnerne (1863, Nápadníci trůnu)

Od roku 1864 žil Ibsen v dobrovolném exilu v Itálii a Německu. V té době napsal dramata:
- Brand (1866, Brand)
- Peer Gynt (1867, Peer Gynt)
- De unges Forbund (1869, Spolek mladých)
- Kejser og Galilæer (1873, Císař a Galilejský)
- Samfundets støtter (1877, Opory společnosti)
- Et dukkehjem (1879, Domeček pro panenky)
- Gengangere (1881, Přízraky / Strašidla)
- En folkefiende (1882, (Nepřítel lidu)
- Vildanden (1884, Divoká kachna)
- Rosmersholm (1886, Rosmersholm)
- Fruen fra havet (1888, Paní z moře)
- Hedda Gabler (1890, Heda Gablerová)

Do Norska se natrvalo vrátil až v roce 1891. Poslední čtyři hry napsal v Kristianii (dnešní Oslo):
- Bygmester Solness (1892, Stavitel Solness)
- Lille Eyolf (1894, Eyolfek)
- John Gabriel Borkman (1896, (John Gabriel Borkman)
- Når vi døde vågner (1899, Když my mrtví procitneme)

V České republice bývají nejčastěji inscenovány jeho hry Domeček pro panenky, Hedda Gablerová a Peer Gynt.

### Básnické sbírky
- Bratr v nouzi, 1864
- Básně, 1871
- Balónový dopis, 1875